# Puy de Bassierou
Le puy de Bassierou est un sommet des monts du Cantal dans le Massif central.

## Géographie

### Situation
Le puy est situé entre le col de Légal et Cabrespine, entre les communes de Saint-Cirgues-de-Jordanne et de Saint-Projet-de-Salers.

### Hydrographie
La Doire y prend sa source sur son versant sud-occidental.

## Activités

### Protection environnementale
Le sommet est inclus dans la ZNIEFF de type 2 « Monts du Cantal ».

### Randonnée
La sentier de grande randonnée 400 l'approche à l'ouest.